# 3587 Descartes
3587 Descartes è un asteroide della fascia principale del diametro medio di circa 18,7 km. Scoperto nel 1981, presenta un'orbita caratterizzata da un semiasse maggiore pari a 2,7049472 UA e da un'eccentricità di 0,0368781, inclinata di 7,83307° rispetto all'eclittica.